# Bayard (Nebraska)
Bayard es una ciudad situada en el condado de Morrill, Nebraska, Estados Unidos. Tiene una población estimada, a mediados de 2023, de 1124 habitantes.

## Geografía
La localidad está ubicada en las coordenadas 41°45′26″N 103°19′23″O / 41.75722, -103.32306. Según la Oficina del Censo, tiene una superficie de 1.80 km², correspondientes en su totalidad a tierra firme.

## Demografía
Según el censo de 2020, en ese momento había 1140 personas residiendo en la localidad. La densidad de población era de 633.33 hab./km². El 81.67% de los habitantes eran blancos, el 0.61% eran afroamericanos, el 2.37% eran amerindios, el 0.70% eran asiáticos, el 4.21% eran de otras razas y el 10.44% eran de una mezcla de razas. Del total de la población, el 16.58% eran hispanos o latinos de cualquier raza.